# امشب شب مهتابه (فیلم)
امشب شب مهتابه فیلمی به کارگردانی محمدهادی کریمی با ژانر درام و موزیکال است. این فیلم محصول مؤسسه هدایت فیلم است.
احسان خواجه‌امیری سازنده موسیقی متن و خواننده ترانه‌های این فیلم است.

## درونمایه
درونمایه اصلی فیلم ناامیدی و نفرت شخصیت اصلی فیلم (پیام) است. ناامیدی نسبت به ادامه زندگی و نفرت نسبت به پدری که هیچگاه حاضر نبوده علایق دوران جوانی او را درک کند.

## بازیگران
- مهناز افشار
- دانیال عبادی
- امیرحسین آرمان
- مهوش افشارپناه
- شیوا خنیاگر
- آرش تاج تهرانی

## عوامل تولید
- نویسنده و کارگردان: محمد هادی کریمی
- آهنگساز و خواننده: احسان خواجه امیری
- مدیر فیلمبرداری: محمود کلاری
- مدیر تولید: محمد شایسته
- صدابردار: آرش برومند
- طراح صحنه و لباس: سارا سمیعی
- طراح گریم: امیر ترابی
- دستیار کارگردان و برنامه‌ریز: بهمن گودرزی
- تهیه‌کننده: مرتضی شایسته

## خلاصه
پیمان (دانیال عبادی) خواننده‌ای است که سال‌ها از خانواده خود دور بوده و به همراه همسرش سحر (مهناز افشار) در تهران زندگی می‌کند. او هیچگاه از وضعیت خانواده پدریش راضی نبوده و حتی اسم واقعی خود را که یحیی بوده را تغییر داده‌است. او که از بیماری نامعلومی رنج می‌برد، علی‌رغم اصرار همسرش، حاضر نیست دکتر برود. اما هنگامی که همسرش باردار می‌شود آزمایش داده و مشخص می‌شود به سرطان مبتلاست. او که می‌داند چند ماه بیشتر از عمرش باقی نیست شروع به فیلم گرفتن از خود می‌کند تا به این شکل پیام خود را به فرزند آینده اش برساند. از دوران جوانی خود می‌گوید که برای خواننده شدن مجبور به قهر با پدرش شده‌است و اینکه اطرافیانش پس از فهمیدن بیماریش به او ترحم می‌کنند. دراین میان سحر خود را موظف می‌داند که پیش از مرگ پیام، او را با پدرش آشتی بدهد؛ بنابراین طرح انجام یک سفر را می‌ریزد و از مردی صحبت می‌کند که در شوشتر بیماران را شفا می‌دهد. اما در راه شوشتر وارد شیراز (شهر پدری) پیام می‌شوند و پیام پس از سال‌ها خانواده و پدر خود را می‌بیند. او به هیچ وجه حاضر نیست خاطرات تلخ گذشته را فراموش کرده و پدرش را ببخشد. خانواده، که چیزی از بیماری پیام نمی‌دانند، هیچ عجله‌ای برای آشتی دادن پیام با پدرش ندارند اما سحر بدون اینکه به آن‌ها چیزی در مورد بیماری بگوید آن‌ها را راضی می‌کند که زمینه را برای آشتی فراهم کنند. از برادر پیام، یوسف (امیرحسین آرمان) می‌خواهد که عکس و پوسترهای پیام را به دیوار اتاقش بچسباند یا اینکه پدر را راضی می‌کند تا علی‌رغم میلش برای پیام تولد گرفته و مطرب نیز دعوت کنند. سرانجام پیام راضی به آشتی با پدر خود می‌شود. اما پدر با وجود این آشتی هنوز ناراحت است نه برای بیماری پسرش، بلکه خود را مسئول گناهانی می‌داند که پسرش مرتکب شده‌است و هنوز تعصبات گذشته خود را به همراه دارد. سرانجام پس از ۴ ماه پیام پیش از متولد شدن فرزندش می‌میرد و سحر نام پسر خود را یحیی (نام واقعی پیام) می‌گذارد. در صحنه آخر فیلم سحر در حالی که فرزند خود را در آغوش دارد به فیلم‌هایی نگاه می‌کند که پیام برای فرزندش ضبط کرده‌است.

## موسیقی
موسیقی متن و خوانندگی ترانه‌های میانی و پایانی این مجموعه تلویزیونی بر عهده احسان خواجه‌امیری می‌باشد.
| شماره | نام                             | خواننده          | مدت  |
| ----- | ------------------------------- | ---------------- | ---- |
| ۱.    | «بی کلام» (تیتراژ ابتدایی)      | بی کلام          | ۱:۳۰ |
| ۲.    | «امشب، شب مهتابه» (ترانه میانی) | احسان خواجه‌امیری | ۲:۰۸ |
| ۳.    | «ای کاش» (ترانه میانی)          | احسان خواجه‌امیری | ۱:۲۸ |
| ۴.    | «یه شب مهتاب» (ترانه میانی)     | احسان خواجه‌امیری | ۱:۰۰ |
| ۵.    | «تشنه می‌مانم» (تیتراژ پایانی)   | احسان خواجه‌امیری | ۲:۲۶ |